# رامين رضائيان
رامين رضائيان ((بالفارسية: رامین رضاییان)؛ مواليد 21 مارس 1990) هو لاعب كرة قدم إيراني يجيد اللعب كظهير أيمن.

## روابط خارجية
- رامين رضائيان على موقع الاتحاد الأوربي (الإنجليزية)
- رامين رضائيان على موقع قاعدة بيانات كرة القدم.إي يو (الإنجليزية)
- رامين رضائيان على موقع ناشيونال فوتبول تيمز (الإنجليزية)
- رامين رضائيان على موقع Soccerbase.com (لاعب) (الإنجليزية)
- رامين رضائيان على موقع Soccerway.com (الإنجليزية)
- رامين رضائيان على موقع عالم كرة القدم.نت (الإنجليزية)